# روتا گدمینتاس
روتا گدمینتاس (انگلیسی: Ruta Gedmintas؛ زادهٔ ۲۳ اوت ۱۹۸۳) یک بازیگر اهل انگلستان است. پدر او لیتوانیایی و مادرش بریتانیایی است. وی دانش‌آموختهٔ مرکز درام لندن است.
از فیلم‌ها یا سریال‌های تلویزیونی که وی در آن نقش داشته است، می‌توان به تودورها و از آسیب رساندن بپرهیز اشاره کرد.